# Dermechinus horridus
Espèce
Dermechinus horridus, communément appelé l’Oursin cactus, est une espèce d'oursins de la famille des Echinidae vivant dans les abysses.

## Description
C'est un gros oursin régulier de forme ovoïde érigée vers le haut. La hauteur du test (coquille) peut dépasser le triple de son diamètre ; ils naissent globulaires mais s'allongent en vieillissant. Il peut mesurer jusqu'à une vingtaine de centimètres de hauteur. Le péristome (bouche) est étonnamment petit chez cette espèce. Les épines (« radioles ») fines et courtes, présentent deux types différents : les plus longues (« radioles primaires ») sont réparties en ligne le long de dixméridiens, et les plus courtes (« radioles secondaires ») tapissent tout le reste du test. L'ensemble fait penser à un petit cactus. Les radioles primaires sont généralement rouges, et le test plus clair, rosé ou blanc.

## Écologie et comportement
Cet oursin vivant dans les abysses, on sait encore peu de choses sur son mode de vie.
La forme de cet oursin et son utilité fonctionnelle sont encore un mystère. Selon la thèse du Dr. F. Julian Fell, celle-ci serait adaptée à un régime suspensivore, favorisant la surface d'échange avec le milieu et permettant de créer des courants le long des méridiens (aidés par les nombreuses radioles secondaires mobiles) jusqu'à la bouche, dont la petitesse est adaptée à un régime fin. Si cette hypothèse était vérifiée, cela ferait de cette espèce le seul oursin régulier suspensivore connu (comme leurs lointains cousins les holothuries).
Sa reproduction est probablement sexuée et gonochorique (comme presque tous les autres oursins).

## Répartition et habitat
L'oursin cactus vit dans les eaux subantarctiques de l'hémisphère Sud, entre l'Australie et le Chili. On les rencontre de manière discontinue, entre 180 et 560 mètres de profondeur.
C'est un animal abyssal, qui pourrait vivre dans les eaux sombres jusqu'à plusieurs kilomètres de profondeur.